# Ото Бахман
Ото Бахман е профсъюзен секретар на строителния работник в Бреслау през 1908 г., председател в Кемниц през 1919 – 1921 г., член-основател на Германската комунистическа партия. Изключен е от профсъюза и става секретар на „червения профсъюз“, назначава се за ръководител на строителната секция на профсъюзния отдел на Zentrale. Председател на съюза на каменоделците, изключен от АДГБ от септември 1923 г. След 1926 г. е лидер на червените съюзи; през 1927 г. е първият комунистически кмет в Германия, в Йолниц. Изгонен през 1929 г. като десен. Продължава да подкрепя Брандлер, активен в KPO. Емигрира през 1933 г. и вероятно умира в изгнание.